# Black Hawk Bridge
Il ponte Black Hawk  (in inglese  Black Hawk Bridge), completato nel 1931 è un ponte costruito in acciaio che attraversa il fiume Mississippi, collegando tra di loro la cittadina di Lansing nella contea di Allamakee in Iowa e la contea rurale di Crawford in Wisconsin ed è anche il ponte più settentrionale sul Mississippi nello stato dell'Iowa.

## Storia
La costruzione del ponte iniziò nel 1929 e si concluse nel 1931 per poi essere inaugurato il 17 giugno 1931.
Il ponte prende il nome da Black Hawk (Falco Nero), un capo degli indiani Sauk e Fox. La Iowa Highway 9 e la Wisconsin Highway 82 si incontrano sul Black Hawk Bridge, noto anche come "Lansing Bridge".

## Caratteristiche
Il ponte ha uno dei disegni più insoliti di qualsiasi ponte sul fiume Mississippi. 
Il progettista e ingegnere capo fu Melvin B. Stone. La ditta McClintic-Marshall Company di Chicago eresse le capriate. L'acciaio venne fornito dalla Inland Steel Company.
La distanza effettiva tra le due sponde del fiume è di circa 3 Km e l'approccio dalla parte del Wisconsin si caratterizza per una lunga strada rialzata su una serie di bracci minori del fiume, di isole e di stagni prima di giungere sul ponte stesso. Il principale canale di transito dei battelli si trova sul lato dello Iowa. 
L'approccio dal lato dell'Iowa è piuttosto brusco in quanto è formato da una strada cittadina con un limite di 25 miglia all'ora che sale sul ponte con una ripida rampa.
Il ponte, originariamente costruito dalla società privata Iowa-Wisconsin Bridge era a pedaggio e rimase chiuso dal 1945 al 1957 a causa di danni dovuti al ghiaccio. I governi dell'Iowa e del Wisconsin acquistarono il ponte e lo ripararono.
Sebbene per lungo tempo, né lo stato dell'Iowa né lo stato del Wisconsin abbiano preso in considerazione il potenziamento o la sostituzione dell'obsoleta struttura in quanto il volume del traffico non giustificava un nuovo attraversamento del fiume dal punto di vista economico si è giunti recentemente alla decisione di costruire un nuovo ponte che non avesse le rigide limitazioni di portata di quello vecchio che costringeva i camion a dover affrontare un intervallo di ben 101 km tra i ponti più vicini.
Il Dipartimento dei trasporti dell'Iowa ha iniziato a pianificare un ponte sostitutivo, con studi di fattibilità iniziati nel 2004. Durante una riunione del 15 giugno 2021 si è stabilito che l'aspetto del ponte sostitutivo sarebbe stato estremamente simile a quello del ponte attuale, pur ampliato in larghezza e con un andamento più piatto. La costruzione del nuovo ponte è iniziata nel settembre 2023 e si presume che la nuova struttura sarà pronta entro il 2026.

## Nei media
- Il ponte compare nel film del 1999 Una storia vera, del regista David Lynch.[2]

## Galleria d'immagini

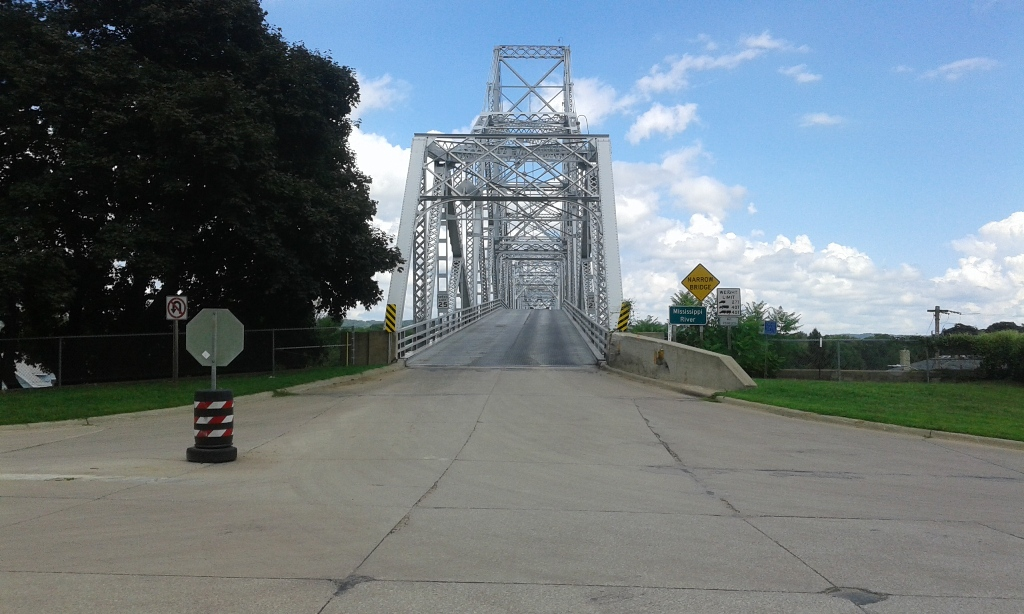
Black Hawk Bridge, Lansing, Iowa: la ripida rampa sul lato di Lansing
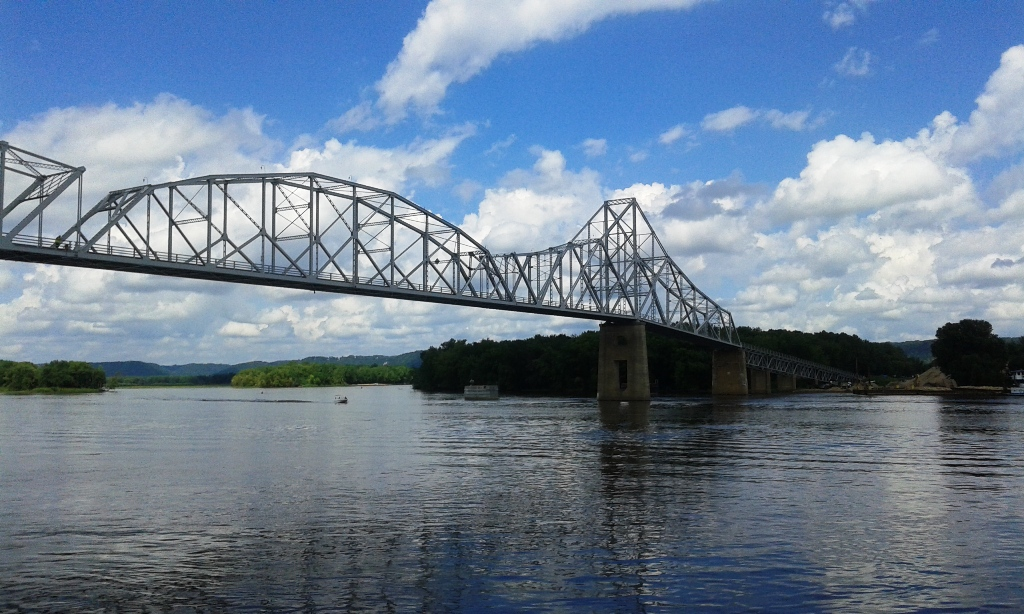
Black Hawk Bridge, Lansing, Iowa, da ovest ad est
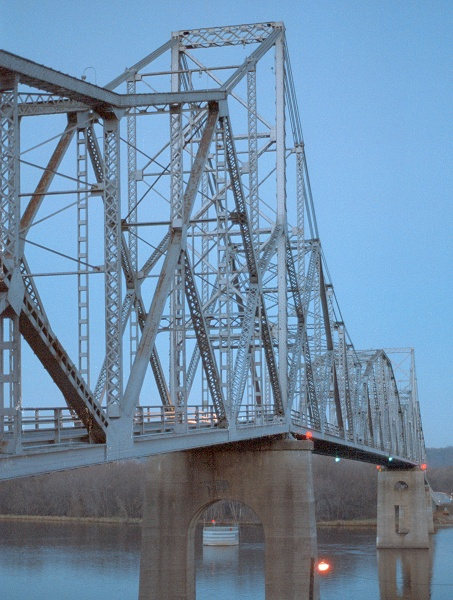
Il Black Hawk Bridge visto da nord-est.
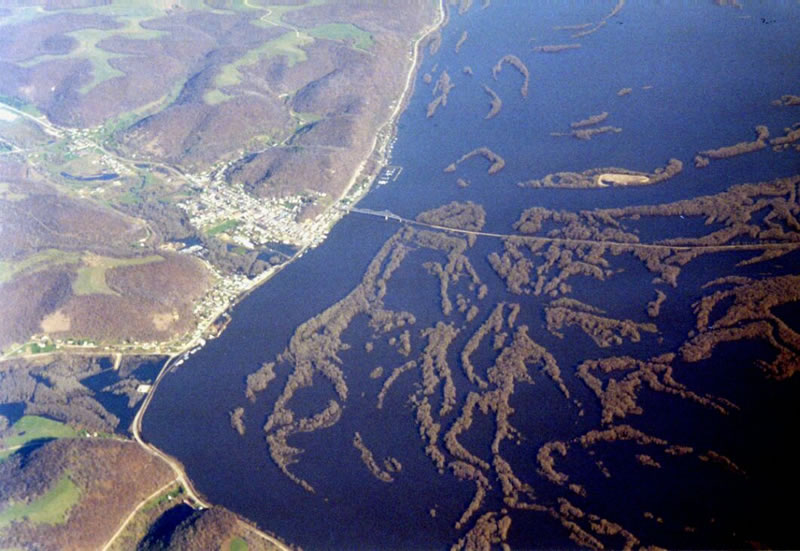
Vista aerea presa il 14 gennaio 2001, con il fiume in piena.
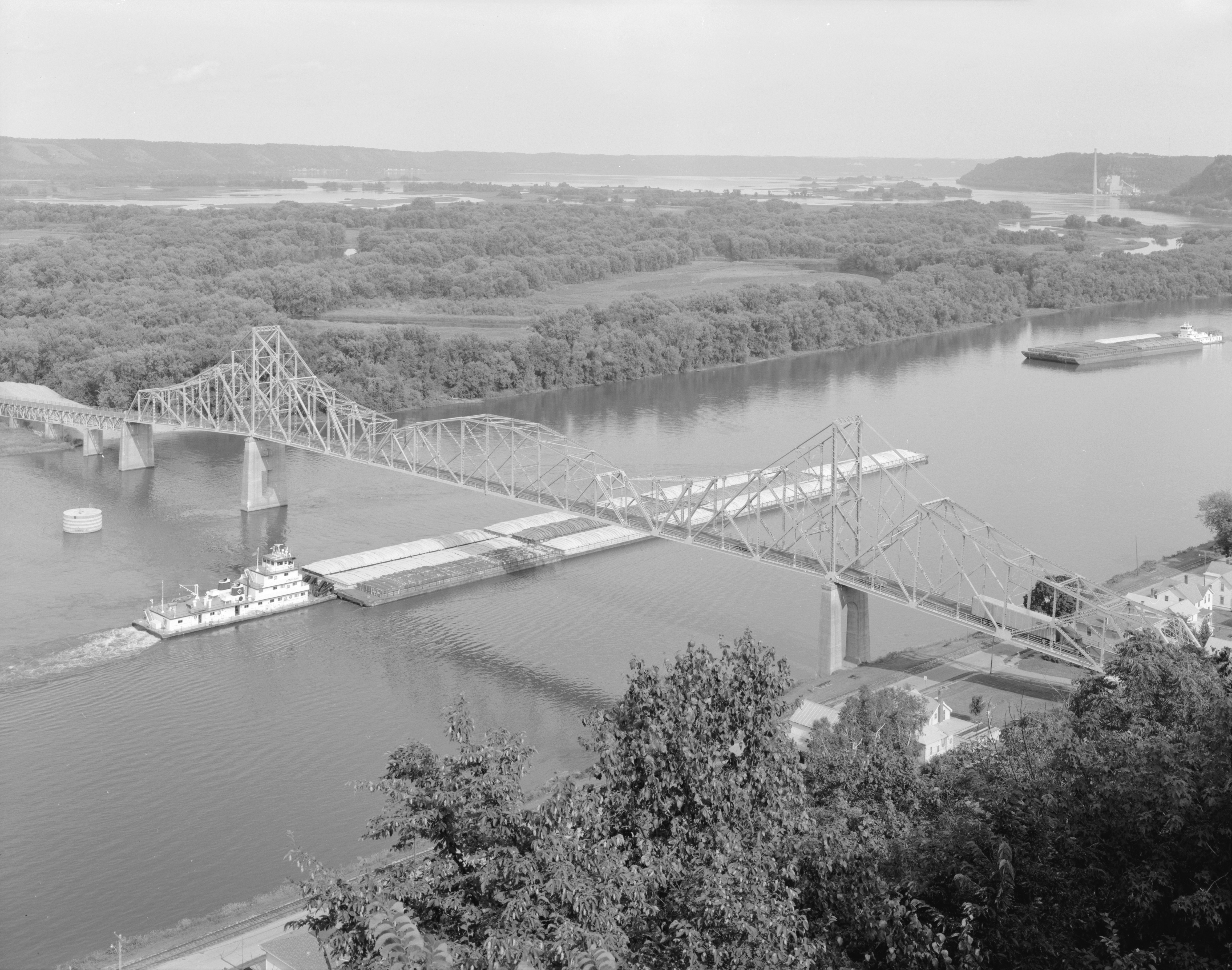
Vista da nord-ovest con in vista, in primo piano, la sponda del lato in Iowa.
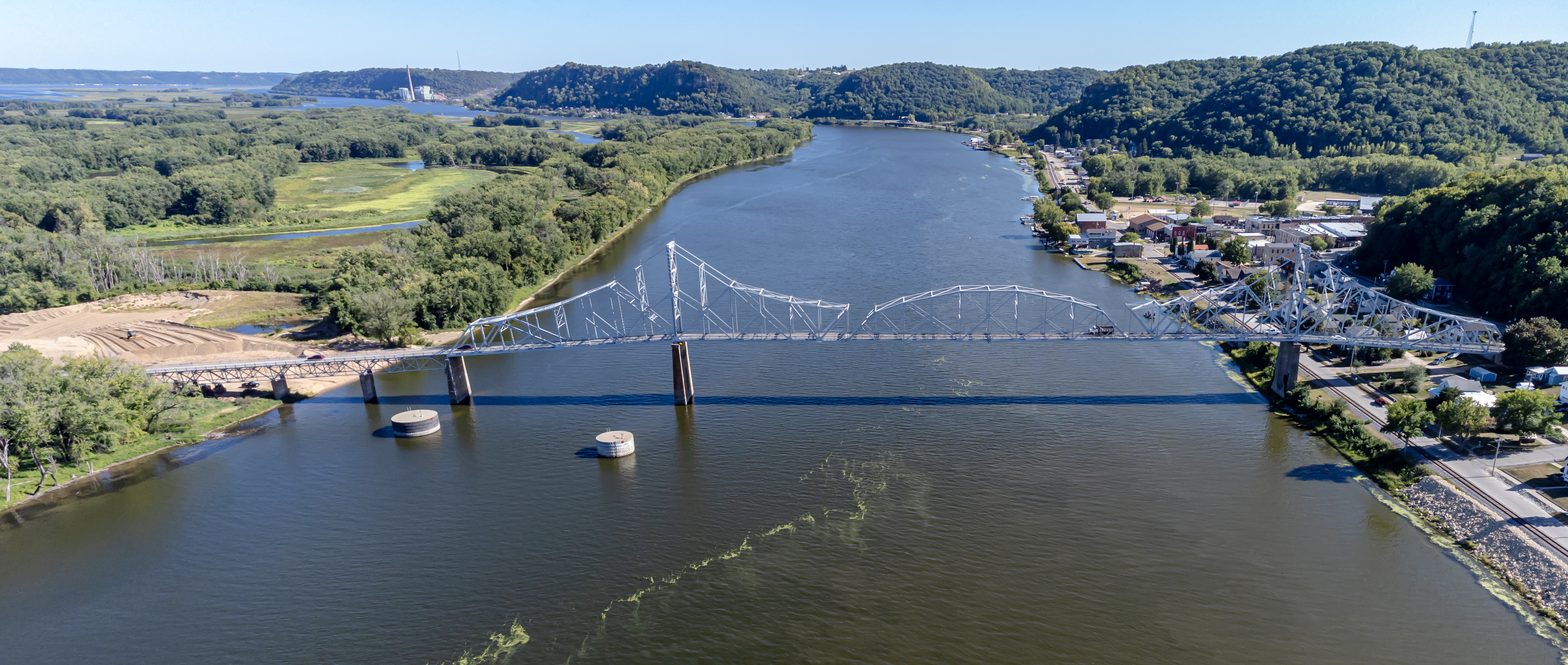
Vista da nord